# Herbert Grohmann (Mediziner)
Herbert Grohmann (* 13. September 1908 in Breslau; † 11. Juni 1988 in Überlingen) war ein deutscher Mediziner und Rassenhygieniker sowie SS-Sturmbannführer.

## Leben
Grohmann studierte nach dem Abitur Medizin an der Universität Breslau, das er 1934 mit Staatsexamen abschloss. Danach absolvierte er seine Medizinalpraktika an verschiedenen Krankenhäusern und wurde 1937 in Breslau zum Dr. med. promoviert.
Schon als Student war er zum 1. Juni 1931 der NSDAP (Mitgliedsnummer 544.053) und im selben Jahr der SS (Mitgliedsnummer 51.663) beigetreten, bei der er Anfang Mai 1942 bis zum SS-Sturmbannführer aufstieg. Als Angehöriger des SS-Sanitätssturms war er ab Februar 1936 beim „Amt für Bevölkerungspolitik und Erbgesundheitspflege beim Reichsführer SS“ (unter Heinrich Himmler) beschäftigt, wo er die Abteilung Erbkartei leitete. Von Anfang November 1936 bis Anfang Juli 1937 nahm er zur Qualifikation für dieses Amt an einem erbbiologischen Lehrgang im Kaiser-Wilhelm-Institut für Anthropologie, menschliche Erblehre und Eugenik (KWI-A) teil. Der Leiter des KWI-A Eugen Fischer bot Grohmann schließlich eine Assistentenstelle an seiner Einrichtung an, die dieser Anfang Januar 1938 antrat. Finanziert von der DFG konnte er über das KWI-A drei Aufsätze veröffentlichen. (Bis 1943 veröffentlichte er als Autor des KWI). Nebenamtlich bearbeitete er im Himmler unterstehenden Rasse- und Siedlungshauptamt Heiratsanträge von SS-Mitgliedern nach erbbiologischen Gesichtspunkten.
Nach dem Überfall auf Polen und der deutschen Besetzung des Landes wurde er noch im Herbst 1939 als Medizinalrat an das Gesundheitsamt Lodz versetzt, wo er ab Februar 1940 die Abteilung Erb- und Rassenpflege leitete. Später wurde er zum Obermedizinalrat befördert. Er wählte in dieser Funktion u. a. polnische Heim- und Pflegekinder zur „Eindeutschung“ aus und soll 1940 an Selektionen polnischer Patienten der nahegelegenen Anstalt Kochanowka zur Ermordung mitgewirkt haben. Zudem fungierte er als Kreisbeauftragter für Rassenpolitik und arbeitete ehrenamtlich für den Sicherheitsdienst des Reichsführers SS im SD-Abschnitt „Litzmannstadt“. Zu Beginn des Jahres 1943 wurde er als Truppenarzt der Sicherheitspolizei und des SD an die Ostfront eingezogen. Ab Juni 1943 war er bei der Einsatzgruppe B eingesetzt und ab August 1944 bei der 30. Waffen-Grenadier-Division der SS (russische Nr. 2). Im Januar 1945 wurde er nach Berlin kommandiert.
Nach Kriegsende wurde er mit anderen Beschuldigten in Abwesenheit durch ein Gericht in Lodz wegen der Ermordung von Patienten der Anstalt Kochanowka des vorsätzlichen Mordes für schuldig befunden. Da sein Aufenthaltsort unbekannt war, hatte dieses Verfahren für ihn keine Konsequenzen. 1945 wurde Grohmann Medizinaldirektor der Landesversicherungsanstalt Lübeck. Zu Beginn der 1950er Jahre wurde er von der Justiz unbehelligt Vertrauensarzt der Landesversicherungsanstalt von Schleswig-Holstein in Lübeck. Er wurde 1961 durch die Generalstaatsanwaltschaft in Frankfurt am Main vernommen.

## Schriften
- Untersuchungen über die Frage der Kropfvererbung. Triltsch, Würzburg 1937 (zugleich Breslau, med. Diss., 1937).